# 早川兼彜
早川 兼彜（はやかわ かねのり）（通称早川五郎兵衛） は、江戸時代後期の薩摩藩士。島津斉彬の下で江戸御留守居役を務め。早川兼知（早川五郎）、早川辰彦の父にあたる。

## 生涯
※月日は旧暦
- 文化11年（1814年）10月26日、早川兼典（環）の二男として薩摩藩芝西向御屋鋪にて生まれる。
- 文政2年（1819年）9月24日、祖父・兼備（安積）が大隅国始羅郡帖佐郷地頭を拝命。
- 文政3年（1820年）8月15日、父、祖父、曾祖父「酔好（早川兼親）」と共に、江戸から国許へ。
- 文政3年（1820年）10月2日、鹿児島堀之内馬場拝領屋鋪[注釈 3]に着く。
- 九郎右衛門　家格代々新番。
- 天保11年（1840年）10月10日、九郎右衛門　御使番。
- 父「鯉翁」を伴い、江戸屋鋪へ移る。
- 天保15年（1844年）3月27日、五郎兵衛　家格代々小番。
- 父「鯉翁」を伴い、鹿児島高見馬場拝領地へ移る。
- 文久3年（1863年）7月2日、五郎兵衛　薩英戦争に従軍。
- 隠居し、家督を早川兼知へ譲る。隠居名として『如水』と名乗る。
- 明治11年（1878年）11月3日、鹿児島にて死去。享年65[注釈 4]。

## 奉職歴
※月日は旧暦
- 文政6年（1823年）5月15日、亀太郎　御小姓。
- 文政7年（1824年）9月15日、亀太郎　斉彬公御附御小姓。
- 文政11年（1828年）11月14日、亀太郎　斉彬公奥御小姓。
- 天保3年（1832年）11月5日、九郎右衛門　斉彬公御小納戸見習。
- 天保4年（1833年）4月9日、九郎右衛門　御小納戸。
- 九郎右衛門　江戸御留守居見習。
- 九郎右衛門　御目附。
- 天保11年（1840年）10月10日、九郎右衛門　御鉄砲奉行。
- 天保15年（1844年）3月27日、五郎兵衛　江戸御留守居。
- 五郎兵衛　御側御用人格。
- 五郎兵衛　御趣法掛。
- 五郎兵衛　御側御用人。
- 五郎兵衛　御用人。
- 文久3年（1863年）5月26日、五郎兵衛　阿久根一組大砲物主。